# Agelista
Agelista Simon, 1900 è un genere di ragni appartenente alla famiglia Salticidae.

## Distribuzione
L'unica specie nota di questo genere è stata rinvenuta in alcune località dell'America Meridionale, in particolare del Brasile, del Paraguay e dell'Argentina.

## Tassonomia
A maggio 2010, si compone di 1 specie:
- Agelista andina Simon, 1900[2] — Brasile, Paraguay, Argentina

### Nomen nudum
- Agelista modesta Simon, 1901 è da ritenersi nomen nudum per Agelista andina a seguito di uno studio dell'aracnologa Galiano del 1963[1]